# Oithona atlantica
Oithona atlantica är en kräftdjursart som beskrevs av Farran 1908. Oithona atlantica ingår i släktet Oithona och familjen Oithonidae. Det är osäkert om arten förekommer i Sverige. Inga underarter finns listade i Catalogue of Life.